# Ochna rovumensis
Ochna rovumensis är en tvåhjärtbladig växtart som beskrevs av Ernest Friedrich Gilg. Ochna rovumensis ingår i släktet Ochna och familjen Ochnaceae. Inga underarter finns listade i Catalogue of Life.